# VM i kortbanesvømning 2010
Det 10. VM i kortbanesvømning blev afholdt i Dubai, Forenede Arabiske Emirater fra 15.–19. december 2010. Der var kun tale om konkurrencer i svømning og ikke anden vandsport. Stævnet foregik i Dubai Sports Complex i kortbanesvømmepools, som er 25 meter lange.

## Resultater

### Mændenes konkurrencer
| Konkurrence       | Guld | Guld        | Sølv | Sølv     | Bronze | Bronze      |
| ----------------- | --- | ----------- | --- | -------- | --- | ----------- |
| Fri               | |             | |          | |             |
| 50 fri            | César Cielo Brasilien                                                                                              | 20.51 CR,AM | Frédérick Bousquet Frankrig                                                                                           | 20.81    | Josh Schneider USA | 20.88       |
| 100 fri           | César Cielo Brasilien                                                                                              | 45.74 CR,SA | Fabien Gilot Frankrig                                                                                                 | 45.97    | Nikita Lobintsev Rusland | 46.35       |
| 200 fri           | Ryan Lochte USA | 1:41.08 CR  | Danila Izotov Rusland                                                                                                 | 1:41.70  | Oussama Mellouli Tunesien | 1:42.02     |
| 400 fri           | Paul Biedermann Tyskland                                                                                           | 3:37.06     | Nikita Lobintsev Rusland                                                                                              | 3:37.84  | Oussama Mellouli Tunesien | 3:38.17     |
| 1500 fri          | Oussama Mellouli Tunesien                                                                                          | 14:24.16    | Mads Glæsner Danmark                                                                                                  | 14:29.52 | Gergely Gyurta Ungarn | 14:31.47    |
| Rygsvømning       | |             | |          | |             |
| 50 ryg            | Stanislav Donets Rusland                                                                                           | 22.93 CR    | Sun Xiaolei Kina og Aschwin Wildeboer Spanien                                                                         | 23.13    | Ikke uddelt | Ikke uddelt |
| 100 ryg           | Stanislav Donets Rusland                                                                                           | 49.07 CR    | Camille Lacourt Frankrig                                                                                              | 49.80    | Aschwin Wildeboer Spanien | 50.04       |
| 200 ryg           | Ryan Lochte USA | 1:46.68 CR  | Tyler Clary USA | 1:49.09  | Markus Rogan Østrig | 1:49.69     |
| Brystsvømning     | |             | |          | |             |
| 50 bryst          | Felipe França Silva Brasilien                                                                                      | 25.95 CR    | Cameron van der Burgh Sydafrika                                                                                       | 26.03    | Aleksander Hetland Norge | 26.29       |
| 100 bryst         | Cameron van der Burgh Sydafrika                                                                                    | 56.80 CR    | Fabio Scozzoli Italien                                                                                                | 57.13    | Felipe França Silva Brasilien | 57.39       |
| 200 bryst         | Naoya Tomita Japan                                                                                                 | 2:03.12 CR  | Dániel Gyurta Ungarn                                                                                                  | 2:03.47  | Brenton Rickard Australien | 2:04.33     |
| Butterfly         | |             | |          | |             |
| 50 fly            | Albert Subirats Venezuela                                                                                          | 22.40 CR    | Andrii Govorov Ukraine                                                                                                | 22.43    | Steffen Deibler Tyskland | 22.44       |
| 100 fly           | Yevgeny Korotyshkin Rusland                                                                                        | 50.23       | Albert Subirats Venezuela                                                                                             | 50.24    | Kaio Almeida Brasilien | 50.33       |
| 200 fly           | Chad le Clos Sydafrika                                                                                             | 1:51.56     | Kaio Almeida Brasilien                                                                                                | 1:51.61  | László Cseh Ungarn | 1:51.67     |
| Individuel medley | |             | |          | |             |
| 100 medley        | Ryan Lochte USA | 50.86       | Markus Deibler Tyskland                                                                                               | 51.69    | Sergey Fesikov Rusland | 51.81       |
| 200 medley        | Ryan Lochte USA | 1:50.08 VR  | Markus Rogan Austria                                                                                                  | 1:52.90  | Tyler Clary USA | 1:53.56     |
| 400 medley        | Ryan Lochte USA | 3:55.50 VR  | Oussama Mellouli Tunesien                                                                                             | 3:57.40  | Tyler Clary USA | 3:57.56     |
| Relays            | |             | |          | |             |
| 4×100 Fri hold    | Frankrig Alain Bernard (46.78) Frédérick Bousquet (45.92) Fabien Gilot (45.75) Yannick Agnel (46.33)               | 3:04.78 CR  | Rusland Yevgeny Lagunov (46.68) Sergey Fesikov (45.87) Nikita Lobintsev (45.79) Danila Izotov (46.48)                 | 3:04.82  | Brasilien Nicholas Santos (47.33) César Cielo (45.08) Marcelo Chierighini (47.02) Nicolas Oliveira (46.31)                                                      | 3:05.74 SA  |
| 4×200 Fri hold    | Rusland Nikita Lobintsev (1:42.10) Danila Izotov (1:42.15) Evgeny Lagunov (1:42.32) Alexander Sukhorukov (1:42.47) | 6:49.04 WR  | USA Peter Vanderkaay (1:43.83) Ryan Lochte (1:40.48) Garrett Weber-Gale (1:42.89) Ricky Berens (1:42.38)              | 6:49.58  | Frankrig Yannick Agnel (1:41.95) Fabien Gilot (1:42.55) Clément Lefert (1:45.01) Jérémy Stravius (1:43.54)                                                      | 6:53.05     |
| 4×100 Medley hold | USA Nick Thoman (49.88) Mike Alexandrov (56.52) Ryan Lochte (49.17) Garrett Weber-Gale (45.42)                     | 3:20.99 CR  | Rusland Stanislav Donets (48.95) CR Stanislav Lakhtyukhov (57.27) Evgeny Korotyshkin (49.39) Nikita Lobintsev (46.00) | 3:21.61  | Brasilien Guilherme Guido (50.69) Felipe França Silva (57.21) Kaio Almeida (50.09) César Cielo (45.13) Henrique Martins[a] Nicolas Oliveira[a] Glauber Silva[a] | 3:23.12 SA  |

^ Svømmere som kun deltog i de indledende heats og modtog medaljer.

## Medaljeoversigt
| Placering | Land           | Guld | Sølv | Bronze | Total |
| --------- | -------------- | ---- | ---- | ------ | ----- |
| 1         | USA            | 12   | 6    | 7      | 25    |
| 2         | Rusland        | 4    | 4    | 2      | 10    |
| 3         | Spanien        | 4    | 2    | 2      | 8     |
| 4         | Kina           | 3    | 5    | 6      | 14    |
| 5         | Frankrig       | 3    | 3    | 2      | 8     |
| 6         | Holland        | 3    | 2    | 1      | 6     |
| 7         | Brasilien      | 3    | 1    | 4      | 8     |
| 8         | Sydafrika      | 2    | 1    | 0      | 3     |
| 9         | Australien     | 1    | 7    | 3      | 11    |
| 10        | Tunesien       | 1    | 1    | 2      | 4     |
| 11        | Tyskland       | 1    | 1    | 1      | 3     |
| 11        | Sverige        | 1    | 1    | 1      | 3     |
| 13        | Venezuela      | 1    | 1    | 0      | 2     |
| 14        | Japan          | 1    | 0    | 0      | 1     |
| 15        | Danmark        | 0    | 1    | 2      | 3     |
| 15        | Ungarn         | 0    | 1    | 2      | 3     |
| 17        | Østrig         | 0    | 1    | 1      | 2     |
| 17        | Italien        | 0    | 1    | 1      | 2     |
| 19        | Storbritannien | 0    | 1    | 0      | 1     |
| 19        | Ukraine        | 0    | 1    | 0      | 1     |
| 21        | Bahamas        | 0    | 0    | 1      | 1     |
| 21        | Norge          | 0    | 0    | 1      | 1     |
|           | Total          | 40   | 41   | 39     | 120   |